# Precious Achiuwa

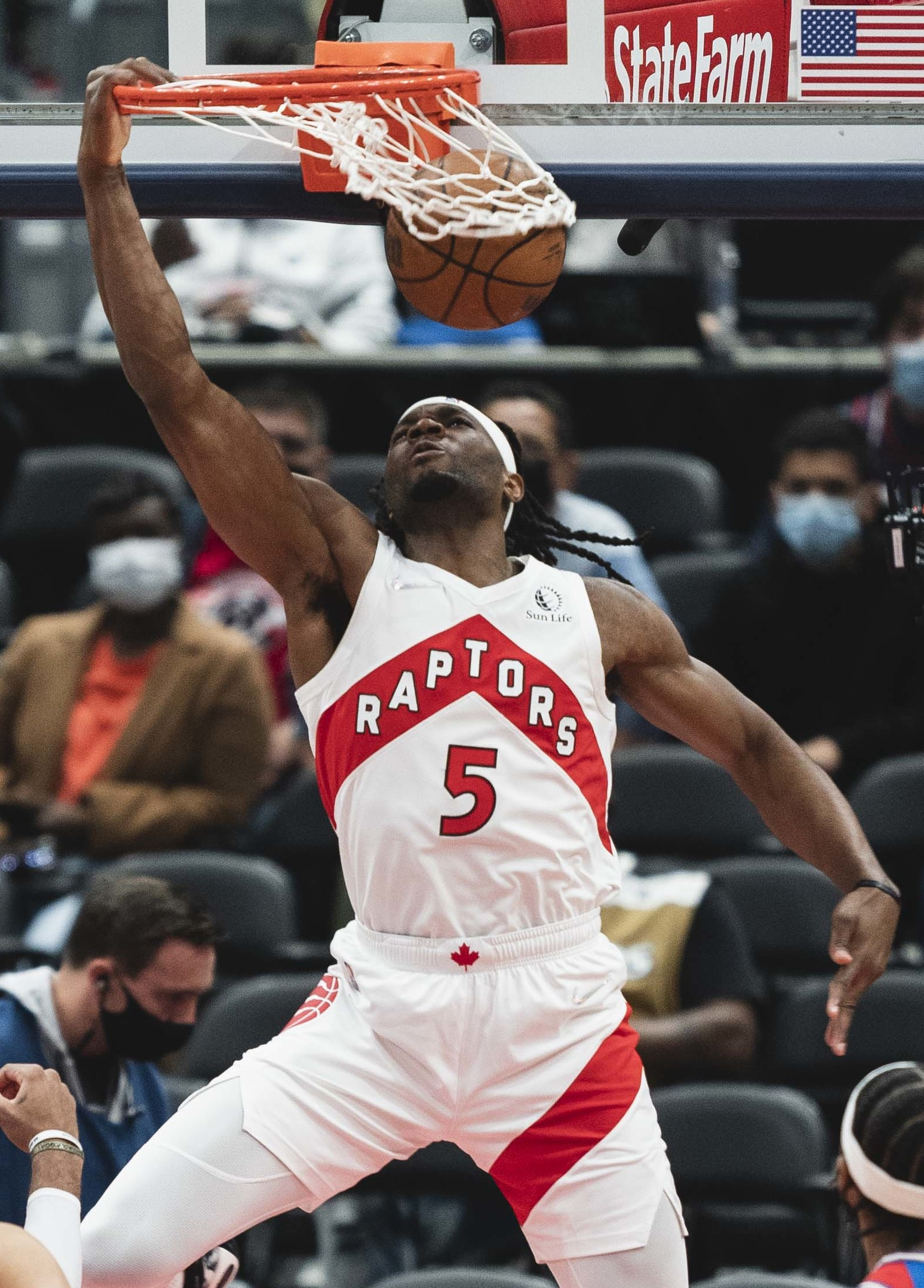
Precious Achiuwa, 2021.

Precious Ezinna Achiuwa, född 19 september 1999 i Port Harcourt, är en nigeriansk professionell basketspelare (PF/C) som spelar för New York Knicks i National Basketball Association (NBA). Han har tidigare spelat för Miami Heat och Toronto Raptors.
Achiuwa draftades av Miami Heat i första rundan i 2020 års draft som 20:e spelare totalt.
Innan han blev proffs studerade Achiuwa vid University of Memphis och spelade för deras idrottsförening Memphis Tigers.